# Walk On
Walk On – piosenka grupy U2, pochodząca z jej wydanego w 2001 roku albumu All That You Can’t Leave Behind. 19 listopada 2001 roku została wydana jako singel i zdobyła nagrodę Grammy.

## Informacje
Piosenka dotyczy i jest zadedykowana Aung San Suu Kyi. Została napisana jako forma wsparcia i docenienia walki tej kobiety o wolność i demokrację w Birmie.
W tekście piosenki można znaleźć tytuł albumu, z którego pochodzi ten utwór: „The only baggage you can bring / is all that you can’t leave behind”.
„Walk On” była początkowo dwoma piosenkami – Adam Clayton stworzył dwa doskonałe riffy, jednak oddzielnie brzmiały one dużo gorzej. Zespołowi udało się je połączyć, tworząc jedną z najlepszych piosenek w swojej historii.
Piosenka uzyskała nowe znaczenie po 11 września 2001 roku, po atakach terrorystycznych na World Trade Center. Utwór ten symbolizował wtedy jedność Amerykanów. Zespół zaśpiewał ją podczas występu w programie America: A Tribute to Heroes.

## Teledyski
„Walk On” posiada dwa teledyski – pierwszy, międzynarodowy, został nakręcony w Rio de Janeiro w listopadzie 2000 roku, drugi, amerykański, nagrano w Londynie w lutym 2001 roku. Oba teledyski można zobaczyć na płycie DVD U218 Videos.